# Центральний Калімантан
Центральний Калімантан (індонез. Kalimantan Tengah, також скорочено Kalteng) — провінція в Індонезії, на острові Калімантан.
Населення — 2 212 089 осіб (2010). адміністративний центр — місто Палангкарая.

## Адміністративний поділ
Провінція ділиться на 13 округ й один міський муніципалітет:
| №  | Адм. одиниця                                      | Адм. центр     | Територія, км² | Населення, осіб (2010) |
| -- | ------------------------------------------------- | -------------- | -------------- | ---------------------- |
| 1  | Округа Сукамара                                   | Сукамара       |                | 44 838                 |
| 2  | Округа Ламандау                                   | Нанга Булик    |                | 62 776                 |
| 3  | Округа Серуйян                                    | Куала Пембуанг |                | 139 443                |
| 4  | Округа Західний Котаварінгін (Котаварінгін Барат) | Панкалан Бун   |                | 235 274                |
| 5  | Округа Східний Котаварінгін (Котаварінгін Тимур)  | Сампіт         |                | 373 842                |
| 6  | Округа Катінган                                   | Касонган       |                | 141 350                |
| 7  | Палангка-Райа (місто)                             |                |                | 220 223                |
| 8  | Округа Пуланг-писал                               | Пуланг-писал   |                | 119 630                |
| 9  | Округа Гунунг-Мас                                 | Куала Курун    |                | 96 838                 |
| 10 | Округа Капуас                                     | Куала Капуас   |                | 329 406                |
| 11 | Округа Мурунг-Райа                                | Пурукчаху      |                | 97 029                 |
| 12 | Округа Північне Баріто (Баріто Утара)             | Муара Тевех    |                | 120 879                |
| 13 | Округа Східне Баріто (Баріто Тимур)               | Таміанг Лайанг |                | 97 080                 |
| 14 | Округа Південне Баріто (Баріто Селатан)           | Бунток         |                | 123 991                |
|    | Усього                                            |                |                | 2 202 599              |